# ميل هنتر
ميل هنتر (بالإنجليزية: Mel Hunter)‏ هو موضح علمي ‏ ورسام توضيحي أمريكي، ولد في 27 يوليو 1927 في أوك بارك في الولايات المتحدة، وتوفي في 20 فبراير 2004 في فيريسبور في الولايات المتحدة.